# جوردن تامپسون (بازیکن فوتبال)
جوردن تامپسون (انگلیسی: Jordan Thompson؛ زادهٔ ۳ ژانویهٔ ۱۹۹۷) بازیکن فوتبال اهل بریتانیا است.
از باشگاه‌هایی که در آن بازی کرده‌است می‌توان به باشگاه فوتبال منچستر یونایتد و باشگاه فوتبال رنجرز اشاره کرد.
وی همچنین در تیم‌های ملی فوتبال  زیر ۲۱ سال ایرلند شمالی و ایرلند شمالی بازی کرده‌است.